# Human Horizons HiPhi Z
La HiPhi Z est une GT électrique du constructeur automobile chinois Human Horizon produit à partir de 2022 en Chine.

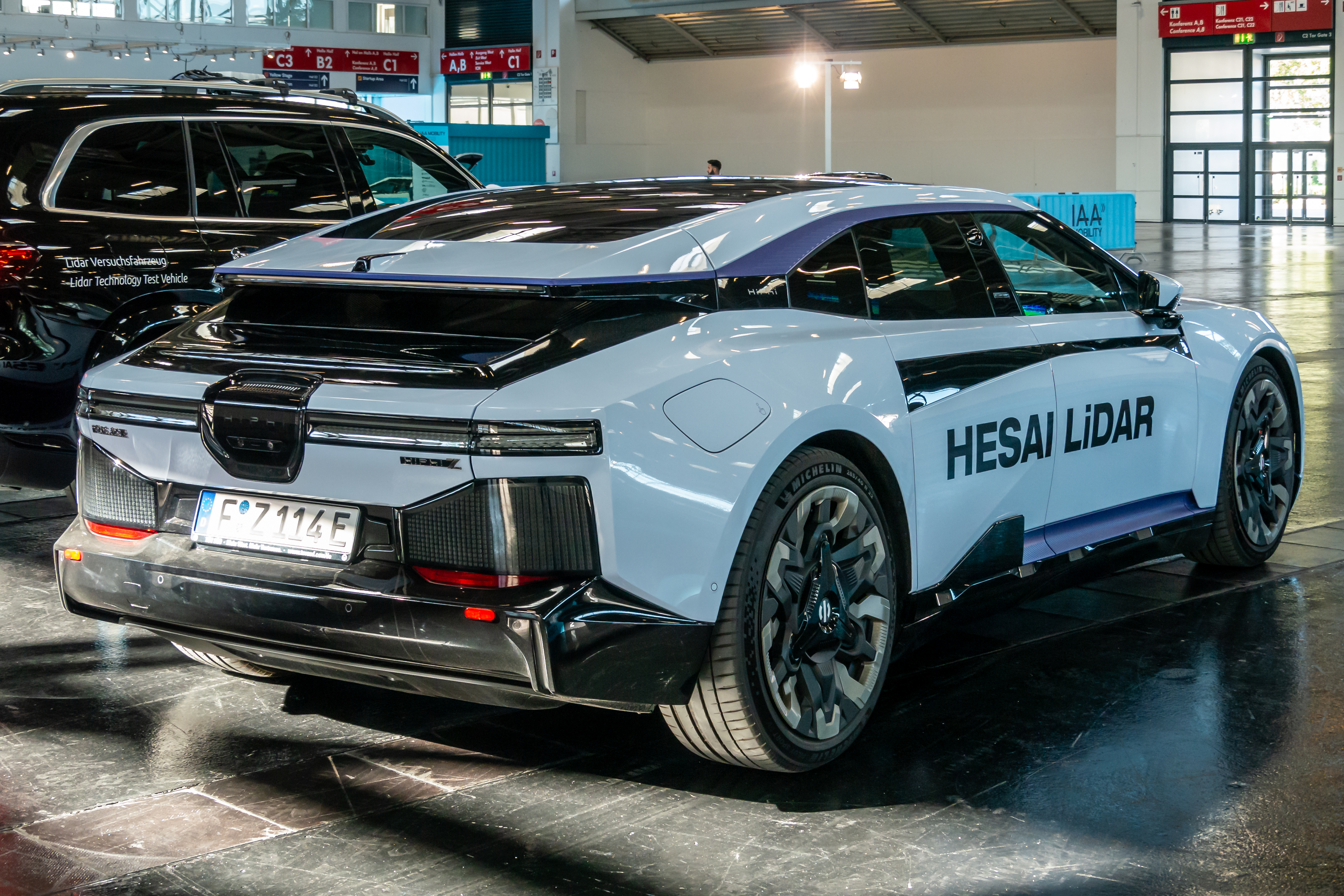
HiPhi Z arrière

## Présentation
La Human Horizon HiPhi Z est présentée en juillet 2022.

## Caractéristiques techniques

### Motorisation
L'HiPhi Z reçoit deux moteurs électriques placés sur les essieux pour une puissance totale de 672 ch, et alimenté par une batterie lithium-ion d'une capacité de 120 kWh pour une autonomie de 550 km.